# Овсига
Овсига (Bromus) – род едногодишни или многогодишни тревисти растения от семейство житни. Съществуват между 100 и 400 вида в умерените региони по света, но повечето таксономисти в момента разпознават около 170  вида, включени в рода. В България има над 15 вида, предимно по пасища и ливади. Някои видове са декоративни, други са фуражни.

## Избрани видове
- Bromus aleutensis
- Bromus alopecuros
- Bromus anomalus
- Bromus arenarius
- Bromus arizonicus
- Bromus arvensis – полска овсига
- Bromus benekii
- Bromus berteroanus
- Bromus biebersteinii
- Bromus briziformis
- Bromus bromoideus
- Bromus carinatus
- Bromus catharticus
- Bromus ciliatus
- Bromus commutatus – обикновена овсига
- Bromus danthoniae
- Bromus diandrus
- Bromus erectus – изправена овсига
- Bromus exaltatus
- Bromus fibrosus
- Bromus frigidus
- Bromus frondosus
- Bromus grandis
- Bromus grossus
- Bromus hordeaceus – мека овсига
- Bromus inermis – безосилеста овсига
- Bromus intermedius – междинна овсига
- Bromus interruptus
- Bromus japonicus
- Bromus kalmii
- Bromus kinabaluensis
- Bromus koeieanus
- Bromus kopetdagensis
- Bromus laevipes
- Bromus lanatipes
- Bromus lanceolatus
- Bromus latiglumis
- Bromus lepidus
- Bromus luzonensis
- Bromus macrostachys
- Bromus madritensis – мадридска овсига
- Bromus mango
- Bromus marginatus
- Bromus maritimus
- Bromus moesiacus – мизийска овсига
- Bromus mucroglumis
- Bromus nottowayanus
- Bromus orcuttianus
- Bromus pacificus
- Bromus parilicus – парилска овсига
- Bromus polyanthus
- Bromus porteri
- Bromus pseudolaevipes
- Bromus pseudosecalinus
- Bromus pseudothominii
- Bromus pubescens
- Bromus racemosus – гроздовидна овсига
- Bromus ramosus – разклонена овсига
- Bromus rigidus
- Bromus riparius – брегова овсига
- Bromus scoparius – сбита овсига
- Bromus secalinus
- Bromus sitchensis
- Bromus squarrosus – разперена овсига
- Bromus stamineus
- Bromus sterilis – дългоосилеста овсига
- Bromus suksdorfii
- Bromus tectorum – покривна овсига
- Bromus texensis
- Bromus vulgaris
- Bromus willdenowii